# Hubrechtella sinimarina
Hubrechtella sinimarina är en djurart som tillhör fylumet slemmaskar, och som beskrevs av Gibson och Scott D. Sundberg 1999. Hubrechtella sinimarina ingår i släktet Hubrechtella och familjen Hubrechtidae. Inga underarter finns listade i Catalogue of Life.